# Гут-Ярковский, Иржи Станислав
Иржи Станислав Гут-Ярковский (настоящее имя Иржи Гут; 23 января 1861, Гержманув-Местец — 5 января 1943, Наход) — австро-венгерский и чехословацкий спортивный функционер и пропагандист спорта, один из основателей Международного олимпийского комитета и его генеральный секретарь в 1919—1923 годах, соавтор Олимпийской хартии, соратник Пьера де Кубертена, педагог, писатель, переводчик, член Чехословацкой академии наук, доктор философии (имел высшее образование в области философии, окончил университет Карла Фердинанда в Праге), профессор. По первоначальной профессии был учителем, четыре года работал домашним учителем в знатной семье, в 1887—1912 годах был учителем в пражской гимназии.
С 1900 по 1929 год был президентом сначала Чешского (пока Чехия входила в состав Австро-Венгрии), в после его создания — Чехословацкого олимпийского комитета, а также первым президентом Чешского легкоатлетического союза, директором и главным редактором печатных изданий Чешского туристического клуба.

## Биография

### Молодость
Иржи Гут родился в семье принца Карла Гута и его жены Барборы, родился в ночь с 23 на 24 января, дата рождения 24 января, но по семейной традиции он родился ещё 23. Он крестился, как Джордж Карел Гут. (Имя было официально изменено на Иржи Станислав Гут-Ярковский только в 1919 году.) Из трёх его братьев были два врача, третий был советом земного суда.
В 1870-1878 годы учился гимназию в Рыхнове над Кнежной, затем изучал философию, математику и физику в Праге; обучение завершил 1883 года, когда получил первую докторскую степень получил в чешской части Карло-Фердинандского университета.

### Педагог
После окончания университетского образования он стал педагогом сыновей князя Шаумбурга-Липпе, жил в Находе, Ратиборжице и Швейцарии. С княжеской семьёй он проехал Европу, Африку, Азию и Северную Америку.
С 1888 года до образования Чехословакии преподавал в гимназии в Праге (в академической гимназии, гимназии в Ржитне-уль., Гимназия в столяре и Клатове и в школе девочки Минерва.

### На службе Чехословакии
В 1919 году Иржи Гут был назначен профсоюзным советом помощником президента республики. В 1919-1922 годах он работал в качестве помощника Президента Т. Г. Масарика, когда получил статут ордена Белого льва, который по сей день придаёт или издаёт президент республики. С 1922 года он возглавил повестку дня ордена Белого льва в 1925 году он ушёл в отставку. 

### Семейная жизнь
День 7 август 1897 женился на Анне Черной (1875—??) она была дочерью директора гимназии в Роуднице-над-Лабем (родом из Рихнова-над-Кнежноу). У Гута был единственный сын Гастона (1898—??)

### Старость
К 1932 году он постепенно передал свой архив литературному архиву Национального музея и переехал в Наход, где провёл старость. Даже этот период не переживал пассивно. После формирования протектората состоялся пресс-релиз, что он должен оставаться представителем Международного олимпийского комитета, на этот раз только для чехов и Моравии.
Он умер от инсульта в Находе, похоронен в семейной гробнице на пражских Ольшанских кладбищах.

## Спортивный чиновник
Хотя он не был активным спортсменом и не был членом какого-то Сокольского единства, он стал выдающимся деятелем туризма и чешского спорта. Он был редактором журнала Turista, с 1915 по 1926 год председателем чешского, а затем Чехословацкого туристического клуба.
В 1896 году он принял участие в первых современных Олимпийских играх и вернулся домой в восторге. Благодаря знакомству с основателем современных Олимпийских игр Пьером де Кубертином он стал давним (до 1943 года) членом МОК, первой из чешских стран. Олимпийское движение начало рекламировать как в чешских, так и в немецких журналах. Он сразу же попытался создать чешский олимпийский комитет, получить лидерство Сокола, но нигде не преуспел в первую очередь.
В 1908 году оба организатора приняли участие в создании чешского спортивного совета, направленного на координацию отдельных органов чешского спорта в Австро-Венгрии.

## Памятники
- С 1934 года Чехословацкий олимпийский комитет в его честь ежегодно присуждает наиболее отличившимся спортсменам награду Иржи Гута-Ярковского.
- В 2011 году были организованы мероприятия по празднованию 150-летия со дня рождения Гута Ярковского. В январе на Ольшанском кладбище были положены венки. Благоговейной акта присутствовали представители Чешского олимпийского комитета, Президентского офиса, Клуб чешских туристов и ряд городов, где Гут работал. В апреле 2011 года организовал СОСВ в Праге международной конференции и совместно с целым рядом зарубежных делегатов посетили пражской школы в Joiner-стрит, где учился, далее Костелец-над-Орлици, где он работал, место рождения и в конечном итоге, Наход где и умер. В сентябре 2011 года был организован вывод празднования в хижине КЧТ в Доброшове у мемориальной доски.
- Начальная школа Гута-Ярковского находится в Костельце над Орлици.
- Гимназия Иржи Гута-Ярковского-восьмилетняя гимназия, расположенная на Столярской улице в Праге 1
- Мемориальная доска Юрия Гута-Ярковского в Костелци-над-Орлици.
- Тропа Иржи Гута-Ярковского приводит из Костелце над-Орлици до Усти-над-Орлици, и на ней помещена мемориальная доска
- Его отделения управляет частично (диапазон большой) Литературный архив Мемориал национальной письменности и частично Архив физического воспитания Национального музея.

### Произведения
Он был автором рассказов, романов и нескольких стихов и переводчик с французского и немецкого языков. Он также издал свои работы и переводы под разными псевдонимами (Гастон Гумберт, Станислав Ярковский или Станислав Воронный).
Широкой публике он был известен своими работами, где он подчиняется правилам и нормам правильного поведения во всех сферах жизни. В своих работах поведение подчеркивало порядочность, честность, скромность, взаимное уважение.

### Стихи и фантастика
- Путь еще не развалился
- Осенью в решетку
- Бабье лето.
- Тщеславие
- Сломанные галлюцинации

### Путевые заметки
- Очерк из путешествия по Испании
- На море и за морем
- За горами Пиренейских
- На зеленой Эрине
- К славянскому югу
- На грани Сахары
- От берега Средиземного моря
- Сквозь  Швецию и Финляндию
- На солнце в полночь
- Леманские силуэты
- Канадские послания
- Из графства французов
- Картины из Туниса
- Мои каникулы в Америке
- Изображения из Греции
- Изображения из Франции
- Полет через греческий округ
- Интимные листья из дорожек и не дорог
- Под солнцем юга

### Правила поведения
- Социальный катехизис
- На публике
- Семейные события
- Правила приличного поведения для молодежи
- Порядочность и демократия
- Таблица
- Молодой республиканец
- Бизнесмен джентльмен
- Социальный слог
- Книги, посвященные спорту
- Памяти
- Развитие чешского Олимпа
- Туризм